# Joseph Nicolas Ritter
Pour les articles homonymes, voir Ritter.
Joseph Nicolas Ritter, né le 7 décembre 1775 à Condé (Nord) mort le 8 avril 1833 à Montmartre, est un colonel français de la Révolution et de l’Empire.

## États de service
Il entre en service le 1er septembre 1788, comme soldat au régiment de Courten, et il passe comme tambour le 18 septembre 1792, dans le 86e régiment d’infanterie, devenue 103e demi-brigade d’infanterie de ligne. Affecté à l’armée du Nord en 1792 et 1793, il devient caporal le 1er novembre 1793, et il est fait prisonnier le 17 avril 1794.
Libéré le 5 janvier 1796, il sert à l’armée du Rhin, et le 10 janvier 1797, il est affecté dans les grenadiers à pied de la Garde du directoire, devenue en 1799, grenadiers à pied de la Garde des consuls, où il est nommé caporal le 17 février 1800. Ayant rejoint l’armée d’Italie, il se distingue par sa bravoure à la bataille de Marengo le 14 juin 1800, et reçoit en récompense de sa belle conduite dans cette journée, un fusil d’honneur le 21 juillet 1800, ainsi que les galons de sergent le 26 du même mois.
Le 31 décembre 1801, il est promu sous-lieutenant porte drapeau, et lieutenant en second le 24 septembre 1803. Membre de droit de la Légion d’honneur le même jour, il est employé en l’an XII et en l’an XIII, au camp de Boulogne. De 1805 à 1807, il fait les campagnes d’Allemagne, de Prusse et de Pologne, au sein de la Grande Armée. Il se fait remarquer par son intrépidité dans les différentes affaires qui ont lieu au commencement des hostilités, notamment à Ulm du 15 au 20 octobre 1805 et à Austerlitz le 2 décembre 1805. Le 18 décembre 1805, il est nommé lieutenant en second sous-adjudant-major des grenadiers à pied de la Garde impériale, avec lesquelles, il rejoint l’armée d’Espagne en 1808.
Le 5 avril 1809, il passe lieutenant en premier sous-lieutenant adjudant-major, et revient en Allemagne avec la Grande Armée. Sa brillante conduite le 22 mai 1809, à la bataille d'Essling, lui vaut la croix d’officier de la Légion d’honneur le 5 juin suivant. Capitaine adjudant-major le 19 avril 1811, il prend part à la campagne de Russie en 1812, et mérite par sa bravoure et par les services qu’il rend lors de la retraite de Moscou, le grade de chef de bataillon dans le 12e régiment de tirailleurs de la Garde impériale le 8 avril 1813.
En 1813 et en 1814, il est employé à l’armée du Nord qui opère en Belgique, et il est fait chevalier de l'Ordre de la Couronne de fer le 22 novembre 1813. Il est créé baron de l’Empire le 22 janvier 1814, à l’issue des affaires qui ont lieu les 13 et 15 janvier devant Anvers, et où il se couvre de gloire. Le général Roguet, le propose pour le grade de colonel, mais le retour des Bourbons ayant mis obstacle à cette nomination, il est placé comme major au 52e régiment d’infanterie de ligne le 4 octobre 1814.
Pendant les Cent-Jours, il est nommé major au 4e régiment de tirailleurs de la Garde le 13 avril 1815, et après la défaite de Waterloo, il est mis en non activité par suite du licenciement de l’armée le 17 septembre 1815.
Le 7 janvier 1818, il est fait chevalier de Saint-Louis, par le roi Louis XVIII, et il est rappelé à l’activité le 14 avril 1819, comme lieutenant-colonel de la 2e légion des Côtes-du-Nord, puis il passe en la même qualité au 12e régiment d’infanterie légère le 17 décembre 1820. En 1823, il fait partie de l’armée des Pyrénées, sous les ordres du duc d’Angoulême, avec lequel il entre en Espagne. Le 21 août 1823, il est nommé colonel du 6e régiment d’infanterie légère, et il est fait chevalier de l’Ordre de Saint-Ferdinand d’Espagne de 2e classe le 23 novembre 1823.
De retour en France à l’issue de l’expédition, il est affecté à Paris, et il est admis à la retraite le 25 avril 1830.
Il meurt le 8 avril 1833 à Montmartre.

## Dotation
- Le 1er février 1808, donataire d’une rente de 500 francs sur le Mont-de-Milan.

## Sources
- A. Lievyns, Jean Maurice Verdot, Pierre Bégat, Fastes de la Légion-d'honneur, biographie de tous les décorés accompagnée de l'histoire législative et réglementaire de l'ordre, Tome 2, Bureau de l’administration, 1842, 344 p. (lire en ligne), p. 148.
- « Cote LH/2338/44 », base Léonore, ministère français de la Culture
- Vicomte Révérend, Armorial du premier empire, tome 4, Honoré Champion, libraire, Paris, 1897, p. 147.
- « La noblesse d’Empire » (consulté le 3 décembre 2015)
- E. de Steins, Notice biographique sur M. le Bon Ritter (Joseph-Nicolas), colonel d'infanterie, bureau du "Musée biographique, 1854.
- L. Bernard, Revue de l'Histoire de Versailles et de Seine-et-Oise, 1935, p. 237.